# Polisens grader i Danmark

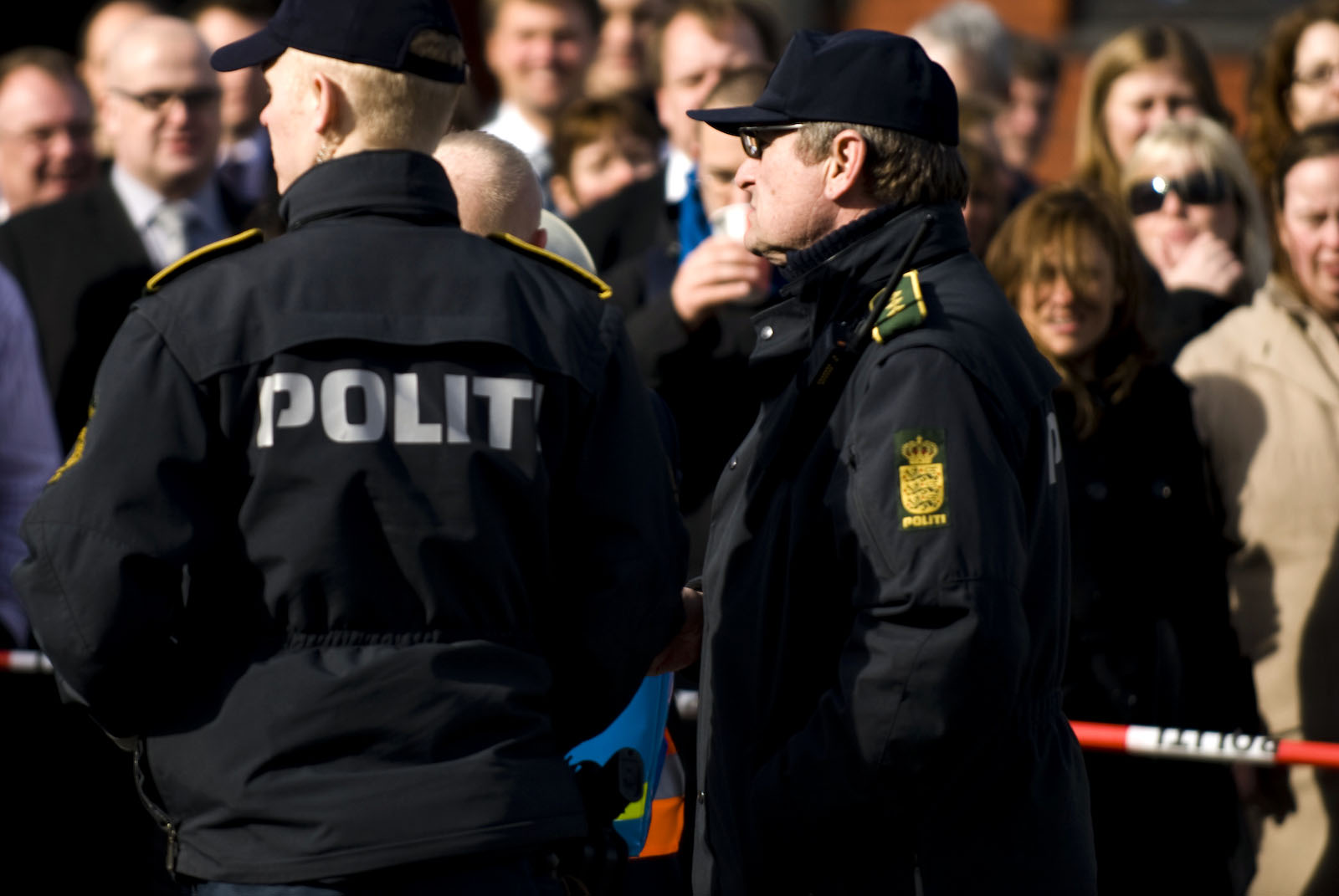
Polisen i Danmark

Polisens grader i Danmark definierar hierarkin hos polisen i Danmark.

## Personalstruktur
De danska polistjänstemännen består främst av två grupper; personal med juridisk examen och de med allmän polisutbildning. Åklagare i polisen måste efter retsplejelovens § 105, stk. 1 vara jurister. Juristerna är polischefer och åklagare. Dock krävs inte vare sig juridisk examen eller allmän polisutbildning för de högsta polischefsbefattningarna rigspolitichef och politidirektør.

## Polisdistrikt
Polisledningen för ett polisdistrikt i Danmark utgörs av följande tjänstemän:
- Politidirektør
- Chefpolitiinspektør
- Chefanklager

## Tjänstegrader
Eftersom polisen i Danmark även utgör åklagarmyndighet, har också motsvarande grader inom det svenska åklagarväsendet angetts. Sedan 2014 är det bara chefsåklagare som bär uniform. Övriga åklagare med tjänstebenämningarna anklagerfuldmægtig, anklager, senioranklager, specialanklager och advokaturchef gör det inte.
| Tjänste- ställning | Tjänstegrad | Gradbeteckning | Personalkategori   | Motsvarighet i svenska polisen        | Motsvarighet i svenska åklagarväsendet |
| ------------------ | --- | -------------- | ------------------ | ------------------------------------- | -------------------------------------- |
| 1.                 | Rigspolitichef |                | Högre chef         | Rikspolischef                         | -                                      |
| 2.                 | Politidirektør Direktionsmedlem i Rigspolitiet Politimester i PET Politimester i Grønland Politimester på Færøerne |                | Högre chef         | Polisdirektör                         | -                                      |
| 3.                 | Stabschef Afdelingschef i Rigs- politiet                                                                           |                | Högre chef         | Polismästare                          | -                                      |
| 3.                 | Chefanklager | Jurist         | -                  | Chefsåklagare                         |                                        |
| 3.                 | Chefpolitiinspektør                                                                                                | Polis          | Polisöverintendent | -                                     |                                        |
| 4.                 | Vicepolitimester i Grønland Vicepolitimester på Færøerne Vicepolitimester i Rigspolitiet Politiinspektør           |                | Polis              | Polisintendent                        | -                                      |
| 5.                 | Vicepolitiinspektør                                                                                                |                | Polis              | Poliskommissarie                      | -                                      |
| 6.                 | Politikommissær |                | Polis              | Polisinspektör                        | -                                      |
| 7.                 | Politiassistent |                | Polis              | Polisassistent med 12 års anställning | -                                      |
| 8.                 | Politiassistent |                | Polis              | Polisassistent med 7 års anställning  | -                                      |
| 9.                 | Politibetjent |                | Polis              | Polisassistent                        | -                                      |